# Maryse Sallois
Maryse Sallois, coniugata Dusseaulx (Persan, 19 gennaio 1950), è un'ex cestista francese.

## Carriera
Con la Francia ha disputato i Campionati del mondo del 1979 e tre edizioni dei Campionati europei (1974, 1976, 1978).